# Mauricio Pilatowsky
Mauricio Pilatowsky Braverman (Ciudad de México, 14 de abril de 1958) es un filósofo e historiador; investigador y profesor de la Universidad Nacional Autónoma de México, que se ha especializado en el análisis crítico de las identidades nacionales. Como parte de estos estudios ha investigado a los pensadores judíos, la filosofía después de Auschwitz en Latinoamérica, a los pensadores mexicanos, filosofía y psicoanálisis, los aspectos relacionados con las políticas de la memoria y la filosofía de la historia.

## Biografía
Nació en la Ciudad de México el 14 de abril de 1958, sus padres, Jaime Pilatowsky y Rebeca Braverman, nacidos también en México y de ascendencia judía polaca. A los 18 años viajó a Israel para trabajar de voluntario en el Kibutz Ramot Menashe, un año después en 1977 se trasladó a la ciudad de Jerusalén. Hasta 1982 estudió las licenciaturas de filosofía e historia en la Universidad Hebrea de Jerusalén. En el año de 1979 se casó con Esther Cameo, con quien regresó a México en 1982 y tuvo dos hijos, Eynel (1986) y Saúl (1995).
Ya en México comenzó su carrera profesional en la UNAM, en el campus Acatlán. En este mismo año, junto con un grupo de judíos de izquierda formó la Agrupación Mexicana de Judíos Independientes AMJI, como respuesta a la invasión israelí a Líbano y a la matanza de Sabra y Chatila. Esta asociación publicó la revista Odradek. En 1983 sufrió un accidente de tránsito donde perdió la vida su amigo Norman Sverdlin. Hizo su maestría (1989) y su doctorado (2001) en la Facultad de Filosofía y Letras de la UNAM. En el 2003 realizó una estancia posdoctoral en el Instituto de Filosofía del Consejo Superior de Investigaciones Científicas de Madrid en el seminario de la filosofía después del Holocausto dirigido por Reyes Mate. En el año 2004 regresó a México a trabajar como profesor de filosofía en la Facultad de Filosofía y Letras de la UNAM. En el año 2005 murió su esposa poco después de que lo nombraran Coordinador de Investigación de la FES Acatlán UNAM, puesto que desempeñó hasta el 2009. En este año ganó el concurso de oposición y fue nombrado Profesor Titular "C" de Tiempo Completo adscrito al posgrado donde labora. Es miembro del Sistema Nacional de Investigadores y coordina la investigación "Prácticas de Inclusión-Exclusión en la Configuración de los Imaginarios Mexicanos".

## Desarrollo de Una Nueva Corriente Filosófica
Está desarrollando en México una nueva corriente filosófica que se desprende de su colaboración con los filósofos españoles como Reyes Mate, Alberto Sucasas, José Antonio Zamora y Patricio Peñalber. Y en otros países de Latinoamérica como Ricardo Forster y Diego Tatián en Argentina y Alberto Verón (seudónimo de Alberto Antonio Berón Ospina) en Colombia. Lo que guía esta nueva corriente es la convicción de que el pensamiento que surge en los países que en algún momento fueron colonizados brinda herramientas para un análisis crítico de las estructuras de dominación.

## Premios
- Premio Norman Sverdlin a la mejor tesis de doctorado (2001)

## Obras

### Libros
- Pilatowsky, Mauricio (2008). La Autoridad del Exilio: Una Aproximación al Pensamiento de Cohen, Kafka, Rosenzweig y Buber. Plaza y Valdes Editores/UNAM-Fes-Acatlan. ISBN 978-607-402-066-3.

- Pilatowsky, Mauricio, ed. (2010). La Indisciplina del Saber: La Multidisciplina en Debate. UNAM. ISBN 978-607-02-1533-9.

- Pilatowsky, Mauricio  (Coordinador), ed. (2013). La Configuración de la Nación Mexicana: Un Proyecto de Inclusión Exclusión. UNAM. ISBN 978-607-02-4267-0.

- Pilatowsky, Mauricio, ed. (2015). Las voces desterradas: reflexiones en torno a los imaginarios judíos. Plaza y Valdes Editores/UNAM-Fes-Acatlan. ISBN 978-607-402-748-8.

- Pilatowsky, Mauricio (Coordinador), ed. (2018). La "nación" y lo "mexicano": conceptos, actores y prácticas. UNAM. ISBN 978-607-30-1364-2.

- Pilatowsky, Mauricio (Coordinador), ed. (2022). México expulsor, México receptor: la migración en el imaginario nacional. UNAM. ISBN 978-607-30-5714-1.
- Pilatowsky, Mauricio (Coordinador), ed. (2024). La reconfiguración de los imaginarios nacionales a partir de la pandemia de COVID 19. UNAM. ISBN 9786073086882

### Ensayos
- “Martin Buber y La Propuesta De Una Autoridad Dialógica” (2000) En Devenires Revista De Filosofía Y De Filosofía De La Cultura Universidad Michoacana De San Nicolás De Hidalgo. Año 1 No. 2

- “Hermann Cohen y La Razón Compasiva” (2001) En Pensamiento de los Confines No. 9/10 Universidad De Buenos Aires y Editorial Paidós

- “Los Abrevaderos Cabalistas De La Literatura Kafkiana” (2006) En el libro de Isabel Cabrera y Carmen Silva (Comp.). Umbrales De La Místicaméxico, Instituto De Investigaciones Filológicas, UNAM. ISBN 970-32-3432-1

- “La Filosofía Después De Auschwitz En Latinoamérica” (2007) En el libro de Reyes Mate Y Ricardo Forster (Comp.). El Judaísmo En Iberoamérica. Enciclopedia Iberoamericana De Las Religiones. Madrid Trotta. ISBN 978-84-8164-909-3

- “El Kafka de Benjamin” (2007) En el libro de Dominik Finkelde, Edda Webels, Teresa De La Garza Y Francisco Mancera. (Comp.) Topografías De La Modernidad. El Pensamiento De Walter Benjamin. México, UNAM-Goethe Institut. ISBN 978-970-32-4509-3

- “El Origen Femenino De La Compasión En El Judaísmo” (2008) En el libro De Rossana Cassigoli Salamon (Coord.). Pensar Lo Femenino. Un Itinererario Filosófico Hacia La Alteridad. México. Editorial Anthropos. ISBN 978-84-7658-875-8

- “Objetividad Y Verdad. Una Lectura Genealógica” (2008) En el libro De Marco Antonio Jiménez (Editor). Sociología Y Filosofía. Pensar Las Ciencias Sociales. México. Editorial UNAM. ISBN 978-607-7554-10-3

- “Reyes Mate Y El Seminario De La Filosofía Después Del Holocausto” (2010) En el libro de José Antonio Zamora Zaragoza. Memoria- Política-Justicia. En Diálogo Con Reyes Mate, Madrid. Trotta. ISBN 978-84-9879-154-9

- “Ciudadanía e Identidad; Imaginarios Mexicanos” (2010) En el libro de Raúl Alcalá Campos (Comp.) Ciudadanía y Autonomía. México. UNAM ISBN 978-607-02-1680-0

- “La Indisciplina del Saber” (2010) En el libro “La Indisciplina Del Saber: La Mutidisciplina en Debate”, UNAM, ISBN 978-60702-1533-9

- “Reyes Mate Y El Judaísmo” (2010). En la revista anthropos. No. 228,2010. ISSN 1137-3636.

- “El Psicoanálisis Entre La Barbarie Y La Razón Instrumental” (2011). En la espectros del Psicoanálisis. No. 8, Invierno De 2010-2011. ISSN 1665-1618

- De los asesinos de Dios a la Raza indeseable. La Nación mexicana, el antisemitismo y su expresión anti-indígena (2013). En Constelaciones Revista de Teoría Crítica, Vol. 4 "Antisemitismo: Clave civilizatoria y funcionalidad social" ISSN 2172-9506

- "Benjamin y su lectura del futuro a contrapelo" (2012) En la revista "Cuadernos de Filosofía Latinoamericana" Vol. 33. No.107 julio- diciembre de 2012. ISSN 0120-8462

- "Eric Hobsbawm y su lectura marxista de la historia" (2014) ISEGORÍA. Revista de Filosofía Moral y Política N.º 50, enero-junio, 2014, 253-268, ISSN 1130-2097

## Actividad Docente y profesor Invitado

### México
- Universidad Nacional Autónoma de México
- Universidad Iberoamericana
- Universidad Hebraica de México
- Instituto de Cultura Superior
- Escuela Dinámica de Escritores

- Fundación para las Letras Mexicanas
- Universidad Michoacana de San Nicolás de Hidalgo

### Fuera de México
- Instituto de Filosofía del Consejo Superior de Investigaciones Científicas de Madrid
- Universidad Nacional de Córdoba (Argentina)
- Universidad Tecnológica de Pereira, Colombia
- Universidad de La Coruña. Galicia, España
- Universidad Santo Tomas Bogotá, Colombia
- Universidad Autónoma de Madrid, España

### Conferencias
- “Extranjeros de la tierra; los pensadores judíos frente a las identidades nacionales”, Fundación Baruch Spinoza, 2 de junio de 2010.

- La Virgen de Guadalupe en la colonización del imaginario mexicano. "Parte 1", "Parte 2". Facultad de Filosofía y Letras UNAM. 2010

- Datos: Q6007049